# De la danse
De la danse est  une huile sur toile, de Nicolas de Staël réalisée entre la fin 1946 et le début de l'année 1947. Elle représente une première transition entre les toiles sombres du peintre : La Vie dure, et ses premiers « éclaircissements de la couleur » : Hommage à Piranese.

## Contexte
Après la mort de Jeannine, le 27 février 1946, et malgré son chagrin, Staël épouse Françoise Chapouton que le couple avait engagée pour s'occuper de leurs deux enfants : Anne et Antek (Antoine). Selon Anne de Staël : « Ils se marièrent en mai 1946, sans attendre qu'une couche sèche pour en poser une autre. Il posa à côté d'une douleur profonde la joie la plus haute. Et on peut dire que de la contradiction de pareils sentiments, il puisait une énergie ramassée sur l'instant, qui permettait d'avancer une vue d'un aiguisement acéré. » La peinture de Staël avance en effet, la presse artistique commence à parler de lui.
À La Vie dure, qui était une sorte de testament en forme d'adieu à Jeannine, succède une autre forme d'adieu.

## Description

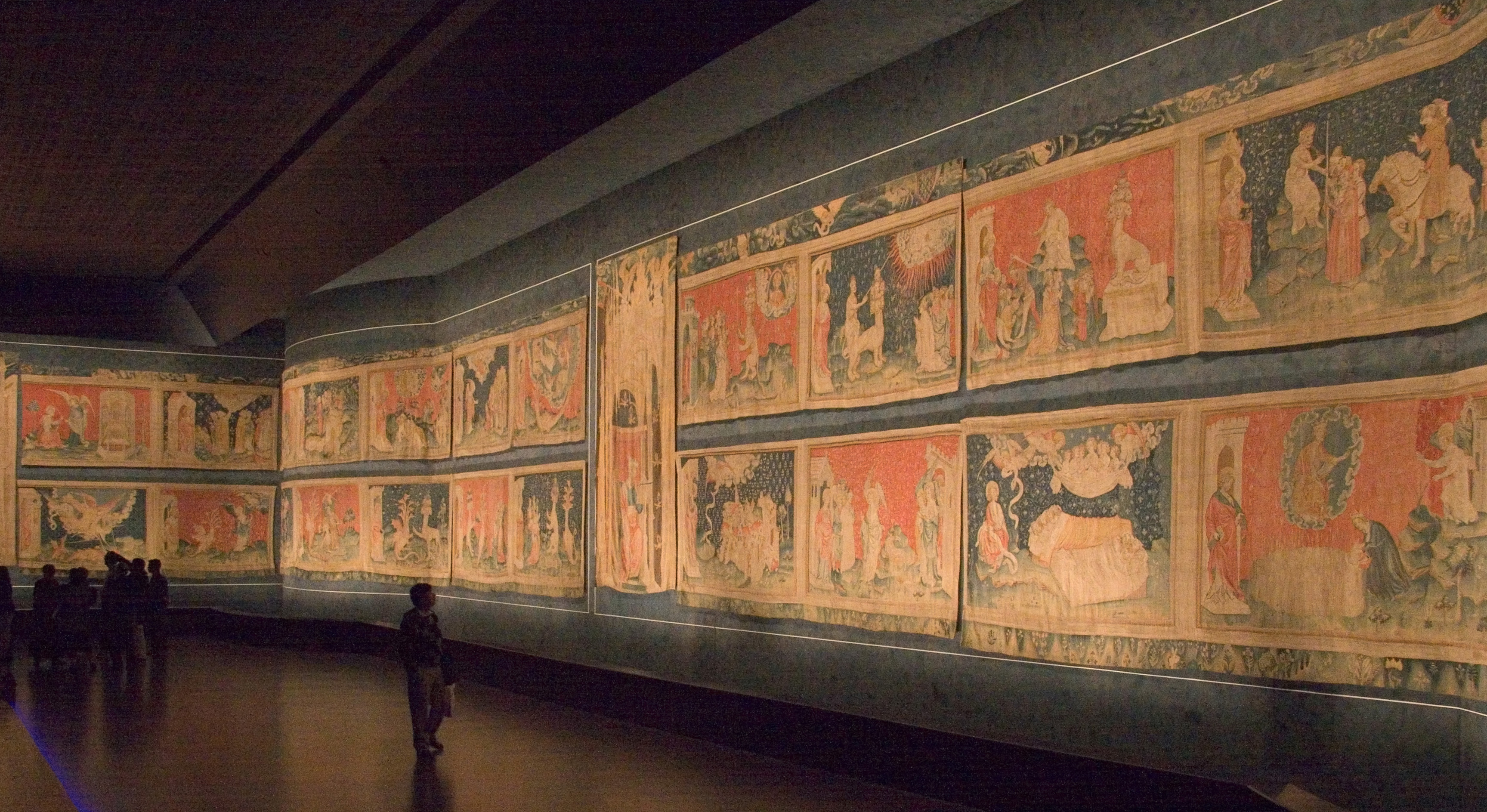
Les six tapisseries qui composent la tenture de l'Apocalypse.

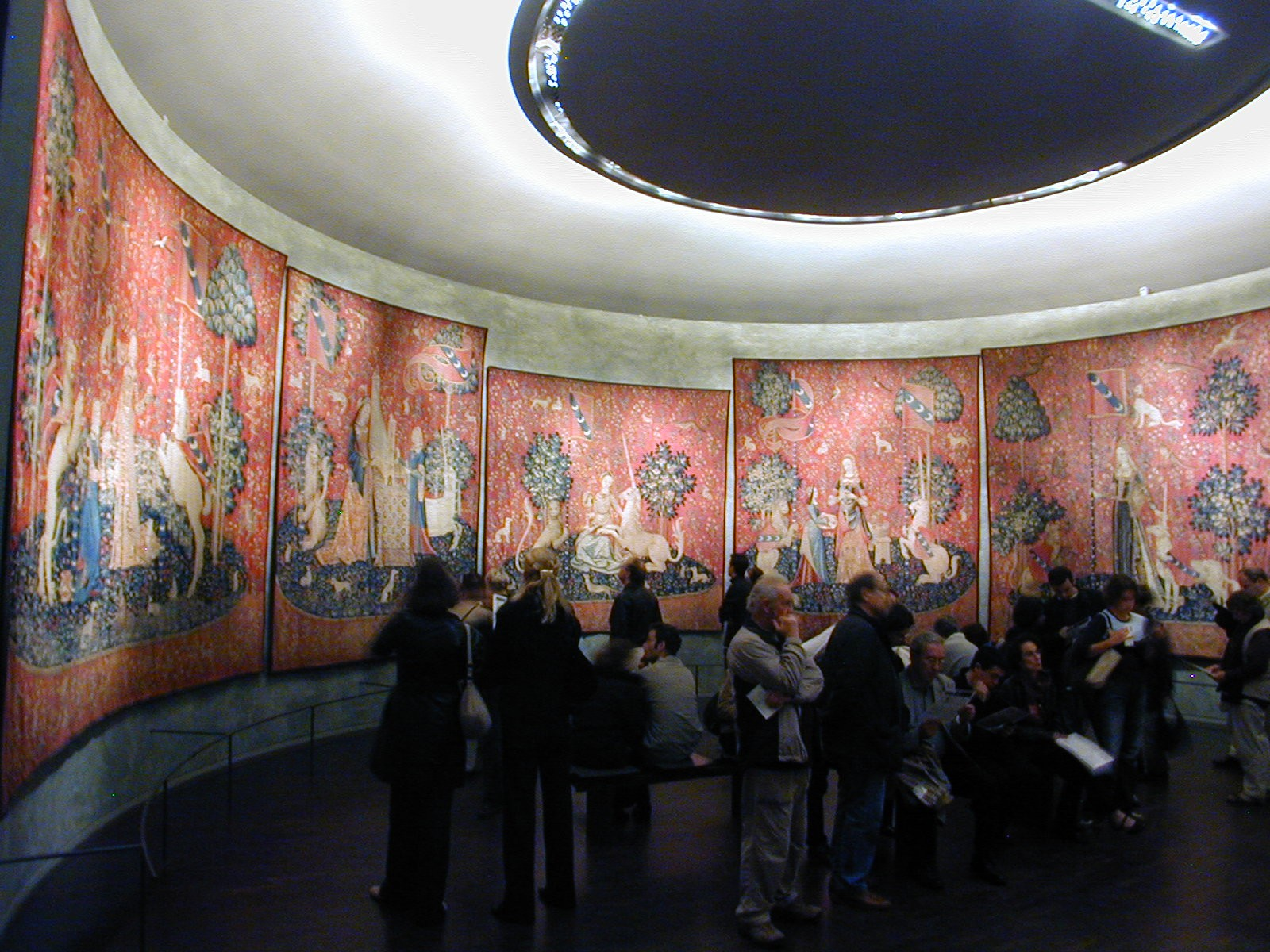
La salle des tapisseries de La Dame à la licorne

Selon  Guy Dumur, cette grande composition avec ses bleus mats et ses taches rouges rapproche Staël de Georges Braque et de Roger de La Fresnaye. Elle se rattache à cette tradition française qui lui a été inspirée par sa visite d'une exposition de tapisseries où il a remarqué La Dame à la licorne et L'Apocalypse d'Angers. 

« Hachures peintes à gros traits (…). La violence du geste ne s'atténue pas, elle reste, malgré tout, soumise à des impératifs colorés : rouge-brique, gris bleu. »

La toile est exposée par le père Laval à l'Abbaye du Saulchoir, un couvent dominicain, en même temps que des peintures de André Lanskoy. Avec cette toile ainsi qu'avec : La Vie dure, Ressentiment, Hommage à Piranese, Staël est encore considéré comme un abstrait bien que sa recherche va s'écarter de ce style très rapidement.
Le réseau de lignes que André Chastel nomme « bâtonnets » tend à devenir moins dense et les lignes s'éclaircissent. Cette toile illustre bien le malentendu avec la critique d'alors qui considérait encore Staël comme un peintre abstrait selon la définition qu'en donnait Alberto Magnelli. Jean-Louis Prat estime que la toile est plus proche de la peinture classique qu'il n'y paraît :
« Outre la réelle évocation de la danse, ce tableau contient tous les éléments d'une peinture classique. On pense à Frenhofer du Chef-d'œuvre inconnu de Balzac décrivant une de ses toiles :  

« De près, ce travail semble cotonneux et parait manquer de précision, mais à deux pas, tout se raffermit, s'arrête, se détache; le corps tourne, les formes deviennent saillantes et l'on sent l'air circuler tout autour. »